# اولاد صقر
اولاد صقر نام شهر و شهرستانی در استان شرقیه مصر است. جمعیت آن در سرشماری سال ۲۰۰۱، ۱۷۲٬۳۵۴ تن بوده است.